# アノーソクレース
アノーソクレース（英: anorthoclase）は、鉱物（ケイ酸塩鉱物）の一種。長石グループの鉱物で、高温で形成された三斜晶系のアルカリ長石。曹微斜長石（）ともいう。
化学組成は (Na,K)AlSi3O8。単斜晶系のサニディンよりもNaを多く含む。
響岩や粗面岩などのアルカリ火山岩に産する。
サニディンとともに、青色の閃光を放つものはムーンストーン（月長石）という宝石になる。